# Paulianina hova
Paulianina hova är en tvåvingeart som beskrevs av Alexander 1952. Paulianina hova ingår i släktet Paulianina och familjen Blephariceridae.
Artens utbredningsområde är Madagaskar. Inga underarter finns listade i Catalogue of Life.